# Perdermi (singolo Zero Assoluto)
Perdermi è un singolo del gruppo musicale italiano Zero Assoluto, pubblicato il 15 luglio 2011 come secondo estratto dall'album omonimo.
Il brano è stato scritto da Matteo Maffucci e Thomas De Gasperi, i due componenti degli Zero Assoluto.

## Video musicale
Il videoclip è stato pubblicato il 5 agosto 2011 attraverso il canale YouTube del duo.

## Tracce
1. Perdermi – 3:07